# Laurent Flutsch
 (août 2025).
La mise en forme du texte ne suit pas les recommandations de Wikipédia : il faut le « wikifier ».
Les points d'amélioration suivants sont les cas les plus fréquents. Le détail des points à revoir est peut-être précisé sur la page de discussion.
- Les titres sont pré-formatés par le logiciel. Ils ne sont ni en capitales, ni en gras.
- Le texte ne doit pas être écrit en capitales (les noms de famille non plus), ni en gras, ni en italique, ni en « petit »…
- Le gras n'est utilisé que pour surligner le titre de l'article dans l'introduction, une seule fois.
- L'italique est rarement utilisé : mots en langue étrangère, titres d'œuvres, noms de bateaux, etc.
- Les citations ne sont pas en italique mais en corps de texte normal. Elles sont entourées par des guillemets français : « et ».
- Les listes à puces sont à éviter, des paragraphes rédigés étant largement préférés. Les tableaux sont à réserver à la présentation de données structurées (résultats, etc.).
- Les appels de note de bas de page (petits chiffres en exposant, introduits par l'outil «  Source ») sont à placer entre la fin de phrase et le point final[comme ça].
- Les liens internes (vers d'autres articles de Wikipédia) sont à choisir avec parcimonie. Créez des liens vers des articles approfondissant le sujet. Les termes génériques sans rapport avec le sujet sont à éviter, ainsi que les répétitions de liens vers un même terme.
- Les liens externes sont à placer uniquement dans une section « Liens externes », à la fin de l'article. Ces liens sont à choisir avec parcimonie suivant les règles définies. Si un lien sert de source à l'article, son insertion dans le texte est à faire par les notes de bas de page.
- La présentation des références doit suivre les conventions bibliographiques. Il est recommandé d'utiliser les modèles {{Ouvrage}}, {{Chapitre}}, {{Article}}, {{Lien web}} et/ou {{Bibliographie}}. Le mode d'édition visuel peut mettre en forme automatiquement les références.
- Insérer une infobox (cadre d'informations à droite) n'est pas obligatoire pour parachever la mise en page.

Pour une aide détaillée, merci de consulter Aide:Wikification.
Si vous pensez que ces points ont été résolus, vous pouvez retirer ce bandeau et améliorer la mise en forme d'un autre article.
 (août 2025).
Laurent Flutsch, né le 24 juin 1961 à Lausanne, est un archéologue et humoriste vaudois. Il dirige durant 9 ans la section d'archéologie du Musée national suisse à Zurich puis durant 22 ans le Musée romain de Lausanne-Vidy, à Lausanne. En parallèle, il mène une carrière d'humoriste à la radio (émissions  La Soupe est pleine puis L'Agence sur la Radio suisse romande) et sur scène avec divers spectacles et revues. Depuis 2010, il est aussi rédacteur en chef adjoint de l'hebdomadaire satirique Vigousse.

## Biographie
Laurent Flutsch, « en dépit d'origines grisonnes dont ne subsiste qu'un patronyme saugrenu », se décrit comme un « Vaudois enraciné dans la culture (et la viticulture) lémanique ». 
Il étudie à l'Université de Lausanne et est licencié en archéologie provinciale-romaine et en histoire ancienne. Après une dizaine d’années de fouilles, il œuvre au Musée national suisse, où il dirige la section d'archéologie de 1991 à 1999. De 2000 à 2022, il est le conservateur du Musée romain de Lausanne-Vidy. Il est l'auteur de nombreuses contributions scientifiques, d'ouvrages de vulgarisation et d'articles multiples, ainsi que d'une trentaine d'expositions "volontiers décalées, où souvent l'archéologie et le regard sur le passé entrent en résonance avec les enjeux du présent".
Laurent Flutsch est aussi humoriste. De 2000 à 2012, il est chroniqueur à l'émission satirique La soupe est pleine, à la quelle succède L'Agence jusqu'en 2015. Il intervient comme chroniqueur dans des émissions de télévision et dans la presse écrite. Il participe en 2010, avec le dessinateur de presse Barrigue, à la création du journal satirique Vigousse dont il est le rédacteur en chef adjoint. Il écrit et interprète dès 2007 le spectacle solo Les ravages de l'ennui chez les oursins. Avec Thierry Meury, il écrit des spectacles pour Yann Lambiel ainsi que diverses revues satiriques. Il écrit et joue avec Thierry Meury les spectacles Dieu et Dieu font trois et Le temps des citations. Il publie les recueils de textes  satiriques Emplacement réservé au titre (2002), Le fin mot de l'Histoire (2013), Le fin mot de l'Histoire II (2016) et Le fin mot de l'Histoire III (2019).[réf. nécessaire]

## Ouvrages (archéologie et histoire)
- Vrac : l'archéologie en 83 trouvailles : hommage collectif à Daniel Paunier : [exposition, Musée romain de Lausanne-Vidy, 8 juin 2001-31 janvier 2002], Lausanne, Musée romain de Lausanne-Vidy et Infolio, Gollion, 2001  (ISBN 2-88474-101-1)
- Laurent Flutsch, Urs Niffeler et Frédéric Rossi (dir.), L'époque romaine (La Suisse du paléolithique à l'aube du Moyen Âge, vol. 5) Société suisse de préhistoire et d'archéologie, Bâle, 2002
- Futur Antérieur : Trésors archéologiques du 21ème siècle après J.-C. Musée romain de Lausanne-Vidy et Infolio, Gollion, 2002  (ISBN 2884741054)
- Jeux de mots: archéologie du français. Musée romain de Lausanne-Vidy et Infolio, Gollion, 2003
- Passé présent : Lousonna ou L'Antiquité d'actualité. Musée romain de Lausanne-Vidy et Infolio, Gollion, 2004  (ISBN 2-88474-108-9)
- L'époque romaine ou La Méditerranée au nord des Alpes. Presses polytechniques et universitaires romandes, coll. « Le savoir suisse », Lausanne, 2005  (ISBN 2-88074-636-1)
- Rideau de rösti, Röstigraben. Musée romain de Lausanne-Vidy et Infolio, Gollion, 2005
- Homo sapiens trouillens. Musée romain de Lausanne-Vidy et Infolio, Gollion, 2007
- Laurent Flutsch, Gilbert Kaenel et Frédéric Rossi (dir): Archéologie en terre vaudoise. Musée romain de Lausanne-Vidy et Infolio, Gollion, 2009  (ISBN 978-2-88474-170-5)
- Laurent Flutsch et Didier Fontannaz, Le pillage du patrimoine archéologique : des razzias coloniales au marché de l'art, un désastre culturel, Lausanne, Paris, Favre, coll. « Débat public », 2010  (ISBN 978-2-8289-1132-4)
- Laurent Flutsch et Pierre Hauser (avec contributions de Daniel Castella, Léopold Pflug et Claire Scholtès), Le mausolée nouveau est arrivé! Monuments funéraires d'Avenches-En Chaplix. Cahiers d'archéologie romande, Lausanne, 2012, 2 volumes
- Laurent Flutsch et Sophie Weber, Chauds Latins. Le sexe dans l'Antiquité romaine. Musée romain de Lausanne-Vidy et Infolio, Gollion, 2014
- Laurent Flutsch et Séverine André (avec contribution de Bernadette Gross), Y en a point comme nous: un portrait des Vaudois aujourd'hui. Musée romain de Lausanne-Vidy et Infolio, Gollion, 2015
- Laurent Flutsch et Sophie Weber (avec contribution de Séverine André), Trop c'est trop! Mythes et limites. Musée romain de Lausanne-Vidy et Infolio, Gollion, 2017
- Laurent Flutsch, Sophie Weber, Séverine André et Sarah Réal, Dieu & fils. Archéologie d'une croyance. Musée romain de Lausanne-Vidy et Infolio, Gollion, 2022
- L'archéologie à l'imparfait du subjectif. Editions de la Sorbonne, coll. Futurs antérieurs, Paris, 2022.

## Ouvrages (humour)
- Emplacement réservé au titre. Infolio, Gollion, 2002
- Le fin mot de l'Histoire. Chroniques sur le passé du présent, des milliers d'âneries en arrière. Vigousse et Infolio, Gollion, 2013
- Le fin mot de l'Histoire II. Chroniques sur le passé du présent, des milliers d'âneries en arrière. Vigousse et Infolio, Gollion, 2016
- Le fin mot de l'Histoire III. Chroniques sur le passé du présent, des milliers d'âneries en arrière. Vigousse et Infolio, Gollion, 2019

## Expositions (dir.)
- Errare humanum est. Bévues et ratés antiques. Musée national suisse, Zurich, 1994
- Balade en préhistoire. Musée national suisse, Zurich, 1995
- Chasseurs-cueilleurs de Bornéo (avec Bruno Manser). Musée national suisse, Zurich, 1996
- Les temps enfouis. Musée national suisse, Zurich, 1998
- v r a c. L'archéologie en 83 trouvailles. Musée romain de Lausanne-Vidy, 2001
- Futur Antérieur : Trésors archéologiques du 21ème siècle après J.-C. Musée romain de Lausanne-Vidy, 2002
- Jeux de mots. Archéologie du français. Musée romain de Lausanne-Vidy, 2003
- Dédale. Musée romain de Lausanne-Vidy, 2004
- Rideau de rösti - Röstigraben. Musée romain de Lausanne-Vidy, 2005
- Merci Bacchus! Musée romain de Lausanne-Vidy, 2006
- Da Vidy Code. Chiard t'oses pas! Musée romain de Lausanne-Vidy, 2006
- Les murs murmurent. Graffitis gallo-romains (commissariat scientifique Alix Barbet et Michel Fuchs). Musée romain de Lausanne-Vidy, 2008
- T'as trouvé? Le passé en jeux. Musée romain de Lausanne-Vidy, 2008
- Déçus en bien! Surprises archéologiques en terre vaudoise. Musée romain de Lausanne-Vidy, 2009
- Le fabuleux destin de Nonio. Musée romain de Lausanne-Vidy, 2010
- Brazul (en lien avec le spectacle éponyme de Christian Denisart). Musée romain de Lausanne-Vidy, 2010
- Avance, Hercule! Musée romain de Lausanne-Vidy, 2011
- Mystères et superstitions. Musée romain de Lausanne-Vidy, 2012
- La mort est dans le pré. Musée romain de Lausanne-Vidy, 2012
- Malins plaisirs. Musée romain de Lausanne-Vidy, 2013
- Chauds Latins. Musée romain de Lausanne-Vidy, 2014
- Taupe niveau. Musée romain de Lausanne-Vidy, 2014
- Y en a point comme nous. Musée romain de Lausanne-Vidy, 2015
- L'Ange des Andes. Musée romain de Lausanne-Vidy, 2016
- Trop c'est trop! Mythes et limites. Musée romain de Lausanne-Vidy, 2017
- Le clou de l'exposition (et vice versa). Musée romain de Lausanne-Vidy, 2018
- Que le meilleur gagne! Musée romain de Lausanne-Vidy, 2019
- Le temps et moi. Musée romain de Lausanne-Vidy, 2020
- Dieu & fils. Archéologie d'une croyance. Musée romain de Lausanne-Vidy, 2021

## Spectacles
- Les ravages de l'ennui chez les oursins, 2007[3].
- Yahvé, Dieu et tout le tral'Allah, écrit avec Thierry Meury, 2015
- Dieu et Dieu font trois, écrit avec Thierry Meury, 2023.
- Le temps des citations, écrit avec Thierry Meury, 2023.